# Miss Earth

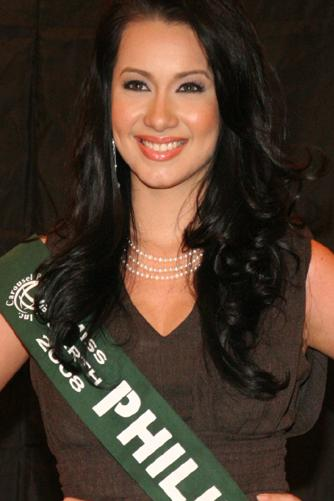
Miss Earth 2008, Karla Henry

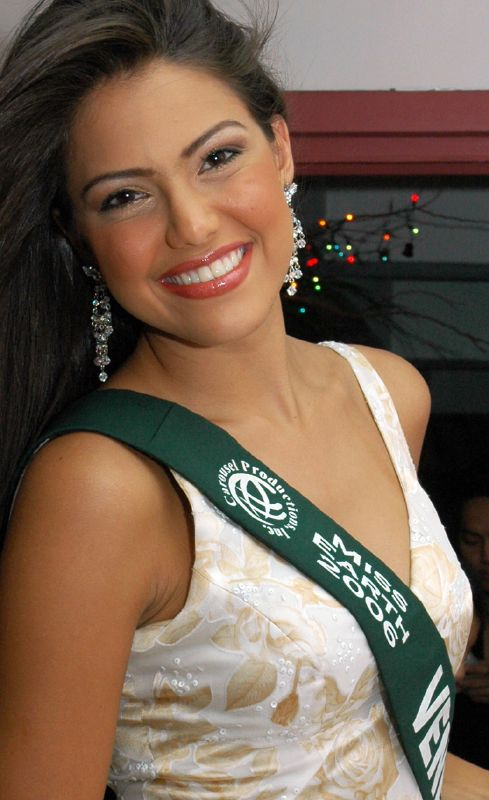
Miss Venezuela Earth 2006, Marianne Puglia

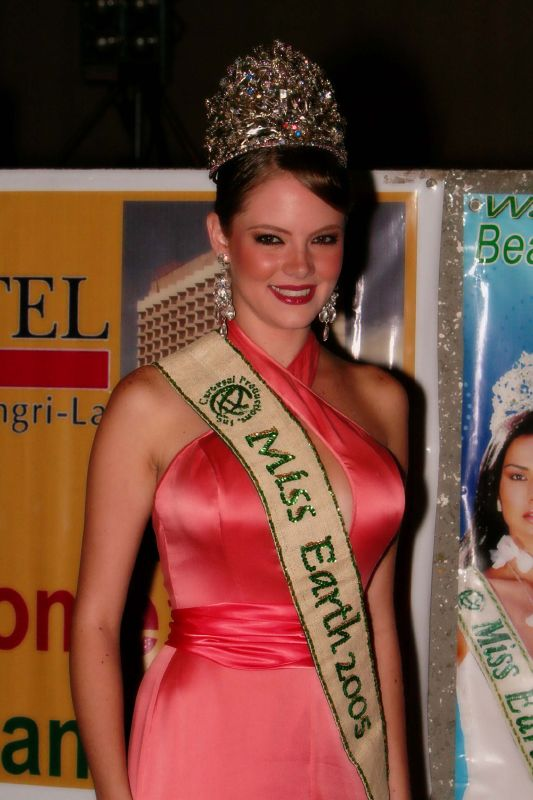
Miss Earth 2005, Alexandra Braun Waldeck

Miss Earth är en av de största skönhetstävlingen för kvinnor i världen efter Miss Universum och Miss World. Den tillhör "De fyra stora skönhetstävlingarna" i världen.

## Resultat

### 2008Pampanga,Filippinerna
1. Miss Filippinerna - Karla Henry
2. Miss Tanzania - Miriam Odemba
3. Miss Mexiko - Abigail Elizalde

### 2007Quezon City,Filippinerna
1. Miss Kanada - Jessica Trisko
2. Miss Indien - Pooja Chitgopekar
3. Miss Venezuela - Silvana Santaella

### 2006Manila,Filippinerna
1. Miss Chile - Hil Hernandez
2. Miss Indien - Amruta Patki
3. Miss Filippinerna - Catherine Untalan

### 2005Quezon City,Filippinerna
1. Miss Venezuela - Alexandra Braun
2. Miss Dominikanska republiken - Amell Santana
3. Miss Polen - Katarzyna Borowicz

### 2004Quezon City,Filippinerna
1. Miss Brasilien - Priscilla Meirelles de Almeida
2. Miss Martinique - Murielle Celimene
3. Miss Tahiti - Stéphanie Lesage

### 2003Quezon City,Filippinerna
1. Miss Honduras - Dania Patricia Prince Mendez
2. Miss Brasilien - Priscilia Poleselo Zandona
3. Miss Costa Rica - Marianela Zeledon Bolanos

### 2002Manila,Filippinerna
1. Miss Kenya - Winnie Adah Omwakwe
2. Miss Jugoslavien - Sladjana Bozovic
3. Miss Grekland - Juliana Patricia Drossou

Första vinnare som senare förlorade titeln var: MISS BOSNIEN & HERZEGOVINA - Dzejla Glavovic

### 2001Quezon City,Filippinerna
1. Miss Danmark - Catharina Svensson
2. Miss Brasilien - Simone Regis
3. Miss Kazakstan - Margarita Kravtsova